# Amandyq Batalow
Amandyq Ghabbasuly Batalow (kasachisch Амандық Ғаббасұлы Баталов, russisch Амандык Габбасович Баталов; * 22. November 1952 in Nukus, Usbekische SSR) ist ein kasachischer Politiker.

## Leben
Amandyq Batalow wurde 1952 in Nukus im heutigen Karakalpakistan geboren. Er studierte am Bewässerungsinstitut in Dschambul, das er 1975 abschloss. Danach arbeitete er zwischen 1981 und 1985 zunächst für ein Unternehmen.
Von 1985 bis 1987 war er im Regionalkomitee des Bezirks Lenininski der Kommunistischen Partei Kasachstans sowie im Stadtkomitee der Parte in Alma-Ata tätig. Bis 1989 war er Vorsitzender des Regionalausschusses der Gewerkschaft der Arbeiter der Bauwirtschaft. Im Anschluss daran war er von 1989 bis 1991 Fachmann für Baustoffindustrie der Verwaltungsabteilung des Ministerrats des kasachischen SSR und bis 1992 Mitarbeiter der Abteilung für Bauwesen und Baustoffindustrie beim Büro des Präsidenten der kasachischen SSR.
Zwischen 1994 und 1996 war Batalow stellvertretender Leiter der Verwaltung des Bezirks Kalininski von Almaty. Von 1994 bis 1995 stand er der Verwaltung des Stadtbezirks Lenininski vor und von 1995 bis 2001 war er Äkim (Bürgermeister) des Stadtbezirks Schetissu. Ab Juni 2001 war er stellvertretender Äkim des Gebietes Almaty und ab April 2008 erster stellvertretender Äkim. Seit dem 20. August 2014 ist er Äkim des Gebietes Almaty.

## Familie
Amandyq Batalow ist verheiratet und hat drei Kinder.